# Aphelandra mollis
Aphelandra mollis là một loài thực vật có hoa trong họ Ô rô. Loài này được (Nees) Leonard mô tả khoa học đầu tiên năm 1953.